# هنري نستله
هنري نستله (بالألمانية: Henri Nestlé)‏ هو رجل أعمال سويسري عاش بين 10 أغسطس 1814- 7 يوليو 1890. عمل في بداية حياته صانعاً للحلوى، وهو مؤسس شركة نستله الغذائية، وهي واحدة من أكبر شركات صناعة الأغذية والمشروبات في العالم، فضلا عن ذلك يعد نستله المُبدع الرئيسي للحليب المكثف.

## حياته

### ولادته
ولد هاينريش نستله في 10 أغسطس 1814، في فرانكفورت، في ألمانيا. كان الحادي عشر من أربعة عشر طفلا أنجبهم يوهان أولريش ماتياس نستله وآنا ماريا كاتارينا. والد نستله، إتباعا للتقاليد، ورث مهنة الجد وأصبح عامل زجاج .
تعود أصول عائلة نستله إلى مدينة شوابيا.

### الوفاة
توفي هنري نستله إثر نوبة قلبية سببها احتشاء القلب في غليون بسويسرا في 7 يوليو 1890.

## شركة نستله
على مدى أكثر من 140 عاماً، وظفت نستله خبراتها بمجال التّغذية في تطوير منتجات تسهم في تعزيز نمط حياة المستهلكين، لتصبح اليوم الشركة الأولى عالمياً في مجال التغذية والصحة والعافية، حيث تمتلك 481 مصنعاً ومركزأً إدارياً تنتشر في معظم دول العالم، وتوظف أكثر من 275.000 شخص. ويقع المقر الرئيسي لشركة نستله في مدينة ڤيڤيه بسويسرا.
وتعتمد نستله مبدأ Good Food, Good Life أي "غذاء سليم لحياة سليمة"، كقاعدة تبني عليها مجموعتها المتنامية من العلامات التجارية ذات الجودة العالية، والتي تمنح المستهلكين القيمة الغذائية العالية بالإضافة إلى المذاق المتميز. ولتحقيق ذلك، تستثمر نستله قرابة 1.5 مليار دولار سنوياً في مجال الأبحاث والتطوير.
للمزيد من المعلومات حول نستله، يرجى زيارة موقع نستله العالمية

### نستله في الشرق الأوسط
توّجت نستله قرابة سبعين عاماً من النجاح منذ إطلاق أولى عملياتها في المنطقة في لبنان مطلع الثلاثينات بتأسيس شركة نستله الشرق الأوسط عام 1997 في منطقة جبل علي الحرة بدبي. وتعدّ نستله الشرق الأوسط اليوم المركز الإقليمي لنستله العالمية وتقوم بتلبية احتياجات دول الخليج العربي والمشرق وإيران والعراق.
وقد استثمرت نستله حتى الآن أكثر من 400 مليون دولار في إنشاء وإدارة 14 مصنعاً و 16 مكتباً إقليمياً في دول المنطقة. وساهمت هذه الاستثمارات في توفير العديد من فرص العمل ورفع القدرات التقنية والصناعية، ودعم الاقتصادات المحلية في هذه الدول.

## اقرأ أيضاً
- دانيال بيتر